# Clathria spinispicula
Clathria spinispicula är en svampdjursart som beskrevs av Tanita 1968. Clathria spinispicula ingår i släktet Clathria och familjen Microcionidae. Inga underarter finns listade i Catalogue of Life.